# Pentanisia longituba
Pentanisia longituba är en måreväxtart som först beskrevs av Adrien René Franchet, och fick sitt nu gällande namn av Daniel Oliver. Pentanisia longituba ingår i släktet Pentanisia och familjen måreväxter. Inga underarter finns listade i Catalogue of Life.